# Yulania multiflora
Yulania multiflora là một loài thực vật có hoa trong họ Magnoliaceae. Loài này được (M.C. Wang & C.L. Min) D.L. Fu mô tả khoa học đầu tiên năm 2001.